# Neumark, Vogtland
Neumark là một đô thị thuộc huyện Vogtland, bang Sachsen, Đức. Đô thị Neumark, Vogtland có diện tích 17,35 km², dân số thời điểm ngày 31 tháng 12 năm 2006 là 3262 người.